# Marcus Meinhardt
Marcus Meinhardt (* 1975 in Belzig, Brandenburg) ist ein deutscher Tech-House-DJ und Musikproduzent.
Er wohnt in Berlin. Seine erste Single wurde 2004 veröffentlicht. Drei Jahre später gründete er mit dem Produzenten Marco Resmann (Resident-DJ beim Watergate) und Hawks das Berliner Label UponYou Records. 2012 gründete er sein eigenes Label Heinz Music.
Meinhardt ist Resident-DJ beim Techno-Club Kater Blau in Friedrichshain und gilt als eine der einflussreichsten Persönlichkeiten der Berliner Techno-Szene.

## Diskografie (Auswahl)
Alben
- 2009: Barfuss Oder Lackschuh (Gastspiel Recordings)

EPs
- 2007: Paper Plane (Upon.You)
- 2007: Buenaz Nochez (Upon.You)
- 2013: Eden Garden (Katermukke)
- 2014: Dolly (Katermukke)

Singles
- 2012: Checkpot (Upon.You)
- 2013: Belvedere (Voltage Musique Records)